# Ulrich Greifenberg
Ulrich Greifenberg (* 23. Februar 1953) ist ein ehemaliger deutscher Fußballspieler.

## Werdegang
Der Torwart spielte in der Jugend für Borussia Dortmund und spielte als Erwachsener zunächst für die Dortmunder Amateurvereine Hombrucher FV 09 und DJK Hellweg Lütgendortmund. Später wechselte er zu Rot-Weiß Lüdenscheid und gab am 6. August 1977 beim 1:1 gegen Schwarz-Weiß Essen sein Debüt in der 2. Bundesliga. Nachdem er in der Saison 1977/78 noch alle Spiele für Lüdenscheid gemacht hatte, verlor er in der folgenden Saison nach einem Kreuzbandriss im Spiel bei Preußen Münster seinen Stammplatz und wechselte im Sommer 1979 zum KSV Baunatal. Ein Jahr später wechselte Greifenberg zum TuS Schloß Neuhaus nach Paderborn. Mit den Neuhäusern wurde er 1982 Meister der Oberliga Westfalen und schaffte in der folgenden Aufstiegsrunde den Sprung in die 2. Bundesliga. Nach nur einem Jahr stieg Schloß Neuhaus als Tabellenletzter wieder ab. Ulrich Greifenberg absolvierte 78 Zweitligaspiele, davon 51 für Lüdenscheid und 27 für Schloß Neuhaus.